# 富加教师
富加教师（Fouga Magister）是由法国富加公司生产的双座喷气式教练机。
富加教师于1952年7月23日首飞。

## 技术参数

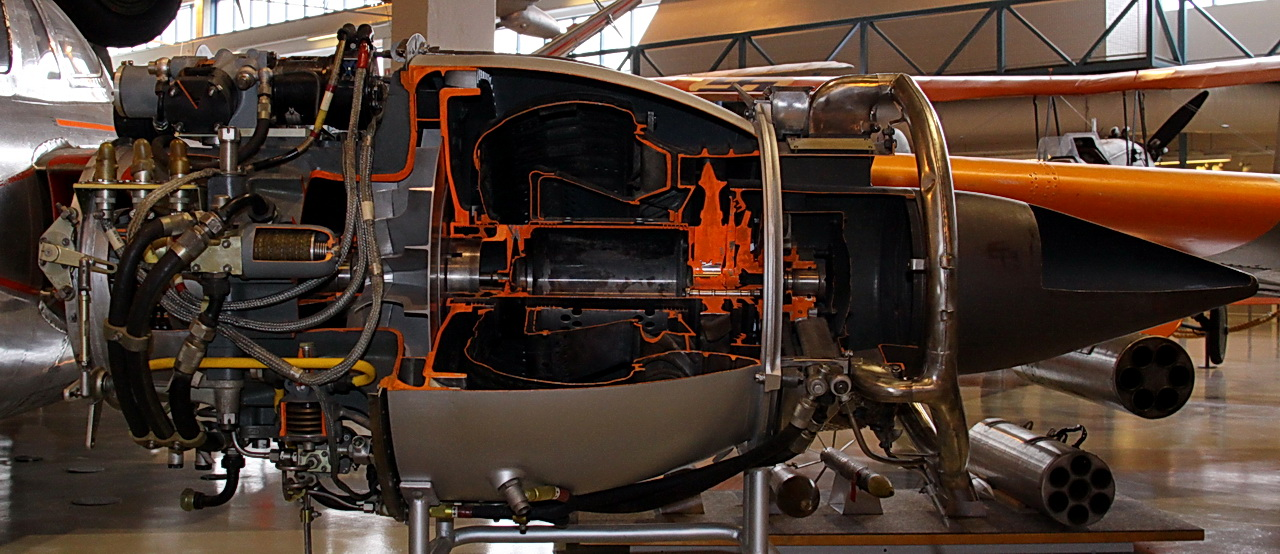
Turbomeca Marboré II F 3

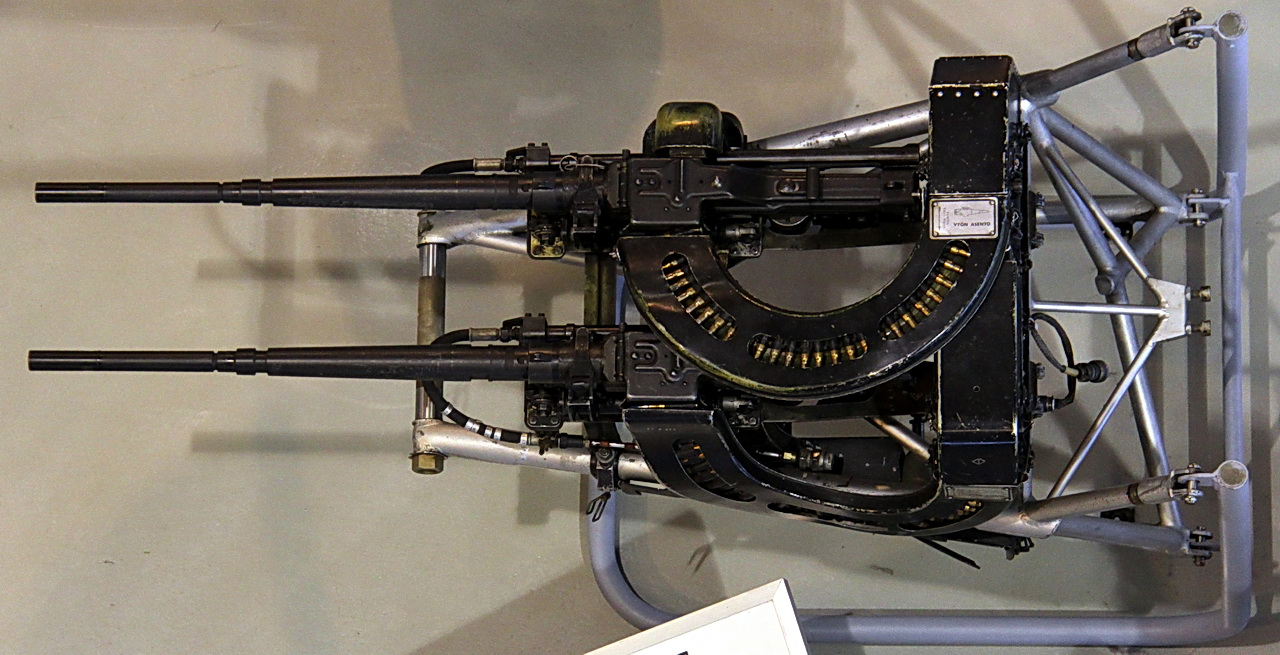

### 基本参数
- 机组人员：1-2人
- 长：10.06米
- 翼展：12.15米
- 高：2.80米
- 空载重：2.15吨
- 最大起飞重量：3.2吨
- 发动机：2台透博梅卡马尔博雷IIA涡轮喷气发动机（每台875磅力）

### 性能
- 最大速度：715公里/小时
- 最大航程：925公里
- 最高升限：11000米
- 爬升率：17米/秒

## 使用國
- 阿尔及利亚
- 奥地利
- 比利时
- 比亚法拉共和国
- 巴西
- 柬埔寨
- 喀麦隆
- 薩爾瓦多
- 芬兰
- 法國[1]
- 加彭
- 德国
- 爱尔兰
- 以色列
- 黎巴嫩
- 利比亞
- 摩洛哥
- 尼加拉瓜
- 卢旺达
- 塞内加尔
- 多哥
- 乌干达
- 美国
- 加丹加国